# Holland irodalom

## Története
Szépirodalom. A németalföldi irodalom legrégibb emlékei az ún. udvari eposzok, a XIII. századból, melyek tárgyukat a karolingi és az angolszász mondakörből merítik, és mivel kevés kivétellel francia fordítások, alig van irodalomtörténeti becsük. Magasan áll fölöttük az állatmondához tartozó Teinaert (kiadta Jonckbloet, Groningen 1856), az e korabeli németalföldi népköltészet egyetlen eredeti és önálló tehetsége. 
Midőn a polgári rend hatalomban és tekintélyben megnövekedett, a költészetnek egy egészen új neme támadt, mely főleg latin forrásokból merített és kiválóan dialektikus célokra törekedett. Fő képviselője Van Maerlant Jakab. Követője volt Jan Bondale, más néven Jan de Clerc, a XIV. század legkiválóbb költője, az antwerpeni törvényszék írnoka, aki két rímes krónikát (Brabantsche yeesten, kiadta Willems, 1839-43 és Van den derden Edewaerd), továbbá számos tankölteményt írt; ezek közt a legjelentékenyebbek: Der Leken spieghel (kiadta de Vries, Leiden, 1844-48) és Jans Teesteye (kiadta Snellaert, 1867). A legendák közt, melyek szintén e korban kezdtek divatba jönni, a legkiválóbbak: Theophilus (kiadta Blommaert, Gent, 1850); Brandan (kiadta u. az, uo. 1838-41) és a Beatrijs (kiadta Jonckbloet, Amsterdam 1859). Az e korbeli lirai költészet emlékeiből csak igen kevés maradt fönn; a drámai költészet jelentékenyebb volt. Belőle Hoffman von Fallersleben (Horae belgicae, 6. Köt.) és később Moltzer (1870) adott szemelvényeket.
A XIV. század közepe táján kezdett kialakulni a prózai nyelv, melynek első gyümölcse a bibliafordítás (Jan van Tuysbroek, 1350 körül) volt; ugyanekkor a rímes krónikákat, erkölcsi oktatásokat és tankölteményeket a rövidebb lírai költemények, dalok és rögtönzése – melyekben gyakran a mese és a morál együtt volt – szorították ki. A költészet ezen nemét legtöbbnyire vándor dalnokok űzték, kiknek neve Spreker volt; köztük nagy hírnévre tett szert Willem van Hildegaersberch (dalait Bisschop és Verwijs adta ki, Hága 1870), meg Boudevijn van der Loren, kinek költeményeit részben (Oude vlämische gerichten, Gent 1838 s köv.) Blommaert adta ki. 
A XV. sz. legkiválóbb költője Dirc Potter, már a középkorban divatos, keretes alakban írta meg Der minnen loep címü művét (kiadta Leendertz, Leiden, 1845-47), melyben kalandos szerelemi történeteket és erkölcsi oktatásokat kedves és megnyerő modorban adott elő. A nemesi és polgári osztály közeledésével alakultak a Rederijker-klubok, az irodalmi akadémiák egy neme, melyekben a tagok felolvasásokat, költői versenyeket, sőt színi előadásokat is tartottak. Ezen irodalmi társaságok tagjai közt némi figyelmet érdemelnek Filips van Marnix, Derc Coornheert, meg a két kereskedő: Roemer Visscher és hendrik laurenszoon Spiegel; de fő érdemük nem költészetükben fekszik, hanem abban, hogy a burgundi uralom alatt walesi elemekkel kevert anyanyelvüket eredeti tisztaságába helyezték vissza. Mintegy előkészítették az utat a németalföldi irodalom három legkiválóbb eredeti költője számára, ezek közt időrendben az első Pieter Corneliszoon Hooft, kinek prózája is klasszikus és tömör: egész munkássága pedig új korszakot nyit meg a németalföldi irodalomban. 
Utána következik Joost van den Vondel, aki költői tehetségre még Hooftot is felülmúlta; dalai és szatírái méltán sorozhatók a világirodalom remekei közé: eposzai ellenben és drámai több fogyatkozással vannak. Konstantin Huygens, a híres matematikus atyja, különösen nagy nyelvi és irodalmi ismereteivel tűnt ki; költeményeiben azonban gyakran keresett, homályos és nehezen érthető. Mellettük a dordrechti jakob Cats inkább a közép és alsóbb rendű társadalom számára írt. 
A lírai költészet és az elégia művelésében kiváltak még: Daniel Heinsius, a nevezetes nyelvész, Roemer Visscher leányai: Anna és Mária Tesselschade, D. R. Camphuisen egyházi énekeivel; J. J. Starter, az első számottevő erotikus költő; Jeremias de Decker; Joachim Oudaan, ki politikai dalaival ért el nagy hatást; s végül Vonder legtehetségesebb tanítványa, Joannes Antonides van der Goes, kinek De Ijstroom (Amsterdam dicsőitése) című költeménye s egyéb darabjai bővelkednek valódi szépségekben, noha gyakran dagályosak. Nevezetes hatást tett e korban a dráma: de a N. mégsem mutathat föl valóban klasszikus tragédiákat, Vondel egyik művét (Gijsbrecht van Amstel) újév napján még most is előadják. Ellenben egészen eredeti és nemzeti alkotás a hollandiai vígjáték, amelynek leghivatottabb művelője G. A. Bredero; kivüle Hooft és Huygens is szép sikereket értek el.
A prózát különösen a már említett Derc V. Coornheert emelte a tökély magas fokára, hooft prózája magvas és erőteljes, de sokszor egyoldalú a Tacitus utánzása miatt. A többiek közül G. Brandt, J. van Heemskerk (Batavische Arcadia) és W. Swinnas érdemel említést. A XVII. sz. végén több körülmény közre játszott a németalföldi hanyatlásának előidézésére; a francia protestánsok, akik a Nantes-i ediktum visszavonása (1685) után elözönlötték Hollandiát, a klasszikus francia irodalomhoz lévén szokva, kicsinyelték, sőt megvetették a németalföldi irodalmat, továbbá a hosszú békére következett túlságos jólétben a különben energikus nép tétlen semmittevésbe süllyedt. Midőn pedig (1780-1814) a háború ismét kitört, idegen zsoldosok dúlták föl az országot, s a németalföldi irodalom és tudomány csak az 1814-iki béke után vett új lendületet.
E szomorú kor költői közül említésre méltók: jan Luyken, a kivál rézmetsző és Jan van Broekhuizen, a legjobb lírikusok egyike; Hubert Corneliszoon Poot népies meg erotikus dalai Vondel és Hooft költői szárnyalására emlékeztetnek. A vígjáték legjelesebb művelői Pieter Bernagie, Abraham Alewijn és Pieter langendijk voltak. Kevesebb szerencsével, bár nagy buzgalommal, művelték az eposzt és a tragédiát, kivételt talán csak a két Zwier van haren testvérrel tehetünk, kik közül Ottonnak De Geusen c. lírai eposza valóban számot tevő alkotás; ellenben Arnold Hoogvliets eposzai ma már egészen feledésbe mentek. A regényírás első példáival is e korban találkozunk, két nő Elisabeth Wolff, szül. Bekker és Agatha Deken élénk tollal és mély emberismerettel rajzolták le koruk társadalmi viszonyait s erkölcseit. Kitüntek a XVIII. Sz. vége felé Rhynivis Feith, ki a vallásos költészetet művelte, és Willem Bilderdijk, aki különösen az epikus műfajban tűnt ki. Nagy népszerűségre jutott a XIX. sz. elején Frederik helmers, hazafias dalaival, és H. Tollens családias jellegű költeményeivel. A. C. W. Staring első volt a N.-ban különben kevés számú humorisztikus költők közt is; jeles lírikusok voltak Corn. Loots és Jan Kinker; de mindnyájukat felülmúlta Isaak da Costa, kinek Politieke pëzy és Slag bij Nieuvpoort c. kötetei a N. legbecsesebb költeményeit tartalmazzák. 
1830-40 táján az új romanticizmus (Byron, Scott, Hugo) nagy hatással volt a N. irányára; különösen Jakob van Lennep volt ezen áramlat úttörője. Mellette Nikolaas Beets, A. Bogaers, E. J. Potgieter, J. A. Alberdingk Thijm, J. J. L. ten Kate, B. ter Haar stb., az ifjabbak közül H. J. Schimmel és P. A. de Génestet értek el nagyobb sikereket, akikhez még a gyermekdalok kedvelt költőjét, heijet is számíthatjuk. A drámában többé-kevésbé szerencsés kísérletet tettek: a már említett Bilderdijk és Schimmel, meg Feith Wiselius, h. van Berg, Hofdijk, J. van Lennep, D. Dekker, van Heyst stb. A próza Brandt óta nagyon lesüllyedt, s a kevesek is, kik vele megpróbálkoztak, nem nagy sikereket értek el, köztük említésre méltók: Justus van Effen, O. Z. van Haren és a történetíró, Jan Wagenaar. A már említett Wolff és Dekken irónők hatása folytán a próza ugyan közvetlenebb és természetesebb lett, de csak egyeseknél, s ilyen volt Arend Fokke Simons. Javulás csak a XIX. sz. közepe táján állott be, Jakob Geel és Petrus van Limburg-Brouver föllépésével; nyomukba léptek: a szintén szatirikus Beets, van Lennep, ki számos regényt irt, Oltmans, több beszélyével, Kneppelhout, Potgieter beszélyeivel, ter Haar, J. Bosscha stb. A későbbiek közül kimagaslanak: Bosboom-Toussaint asszony, J. J. Cremer falusi történeteivel, E. Douwes Dekker (álnevén Multatuli), M. P. Lindo, humorisztikus vázlataival, Jan ten Brink, mint novellista és irodalomtörténetiró, C. Busken huet kritikai tanulmányaival, C. W. Opzoomer stb.
A tudományos irodalomnak sokkal nagyobb jelentősége van, mint a szépirodalomnak, mert Hollandia, miután kiváló iskolái voltak, már a korai középkorban a tudományok kitűnő hazája volt és híres intézeteiből Németországnak meg Franciaországnak nem egy jeles tudósa és államférfia került ki. Legjobb nevük volt az utrechti és a st.-amandi kolostoriskoláknak, mely utóbbiban hucbald (l. o.) tanított, továbbá Lüttich, Lobbes, Stablo, Gemblours stb, intézeteinek, melyek már a XII. sz.-ban is virágoztak. Midőn a legtöbbnyire Benedek-rendűektől fenntartott iskolák a renddel együtt hanyatlásnak indultak, a káptalaniskolák (híres volt a mechelni és a doorniki9 léptek helyükbe, melyeket laikusok is látogathattak, s ezek főleg a nemes ifjak kiképzésével foglalkoztak, később pedig (a XIV. század óta) a polgári körökben alakult testületek (A közös élet testvérei) a keresztény érzület fejlesztése mellett az ifjak nevelését is feladatukká tették, s az egész országban szétszórt iskoláikból elsőrangú tudósok (köztük Agricola Rudolf, Rotterdami Erasmus stb.) kerültek ki. 
E kiváló tudósok, kik kiképeztetésüket rendszerint Olaszországban fejezték be, az ott éppen akkor újra felélesztett klasszikus kultúrát átültették északra is, s ezzel előkészítették a reformáció útját, amellyel egyrészt Németalföldön a tudományok új, hatalmas lendülete vettek, másrészt pedig megkezdődtek a spanyol iga lerázására törekvő szabadságharcok. A függetlenség kivívása után a tudományok tovább fejlődése az egyetemek történetével függ egybe, amelyek, mint a szabad gondolkodás és a reformáció erős várai, csakhamar európai hírnévre vergődtek.
Az egyes szaktudományok közt a legelső és legfontosabb helyet a fiológia foglalja el. A történetírás csak a szabadságharcok korában (XVII. század) emelkedett felül az egyszerű krónikák színvonalán; az első becsesebb munkát munkát P. E. Hooft, a költő irta. Hozzá legközelebb áll Hugo Grotius latin nyelvű munkája; szintén latinul irt ubbo Emmius Fríz hisztorikus is. Terjedelmes ugyan már Gerard Brandt is; de P. Valckenier s Liuwe van Aitzema az érdektelen részletezés miatt csaknem élvezhetetlenek. G. van loon műve silány kompiláció, ellenben Jan Wagenaar monumentális munkája elsőnek vetette meg a históriai kritika alapját; példáját követték Stijl Simon és J. W. te Water meg Kluit Adrián. 
A költő Bilderdijk könyvét abszolutisztikus szellem lengi át; van Wijn, az állami levéltárak igazgatója, az okmányok és források közrebocsátásával üdvös mozgalmat indított meg, követői közt legnagyobb érdemeket szerzett Groen van Prinsterer. Basnage a zsidók, M. Stuart a rómaik, Dozy a spanyolországi mórok monografikus történeteit írta meg, míg Ysbrand van Hamelsveld mint egyháztörténetíró lett nevezetes. Az irodalomtörténetírás terén becses forrásműveket írtak: Saxe, Wilsen Geysbeek, kinek művét van der Aa kipótolta és tovább folytatta. Önálló, rendszeres irodalomtörténetet csak századunkban írtak; Vries, Willems, van kampen, Siegenbeck stb. voltak az úttörők.
A filozófiában a Németalföld keveset produkált: de mégis nagy érdeme Hollandiának, hogy a szabad gondolkodás üldözött apostolai mindig szívesen fogadta; Descartes és Spinoza ott dolgozták ki korszakalkotó rendszereiket, és Bayle Hollandiából indította meg szkeptikus irányával azt a filozófiai áramlatot, mely a tiszta ész bírálatára és a szabad kritika diadalára vezetett. Descartesnek két tehetséges tanítványa akadt Heerebord és Geulings filozófusokban, míg Bekker mesterét igyekezett népszerű modorban ismertetni, többen Spinoza meg Hobbes rendszerét támadták, s köztük kivált Gravesande. Később van hemert és Kinker megkísértették Kant filozófiáját meghonosítani, de kevés sikerrel. A görög filozófia művelői közt a legjelesebb Hemsterhuis és van heusde voltak, minden előzőiket fölülmúlták opzoomer és Spruyt, míg h. van Alphen összefüggő rendszerű esztétikával ajándékozta meg a németalföldi irodalmat.
A teológia a XVI. században kezdett a szabad vizsgálódás mezejére lépni. Az úttörő itt is Hugo Grotius volt, de a gomaristák és a remonstránsok vagy arminiánusok később pedig a jansenisták áldatlan vitái közt a tulajdonképpeni teológia dogmatikus szőrszálhasogatássá fajult. Hasznosabb volt a bollandisták csendes tevékenysége. Sazbadabb és valóban tudományos irányt a teológia csak a XVIII. század vége felé vett, különösen Schultens, Bosveld és a dogmatikus van Voorst föllépésével, akikhez századunkban Borger, van Hengel, Holwerda, van der Palm, niermeyer, heringa stb. csatlakoztak. Később a reformált egyház három pártra szakadt: az ortodox pártot Kuyper alapította; az átmeneti párt fejei Doedes és van oosterzee utrechti professzorok; a modern vagy kritikus iskola szóvivői Scholten és Kuenen leideni tanárok; az ún. groningeni iskola (Pareau és Hofstede de Groot) teljesen jelentéktelen szerepet visz. Az összehasonlító egyháztörténetet Tiele és La Saussaye művelték.
A jogtudomány különösen a XVII. század második felében virágzott föl, de csaknem kizárólag a római jog magyarázására szorítkozott. Az akkori jogászok közt legnevezetesebbek Voet János és Noodt Gerard, meg ennek ellenfele Corn. Van Bynkershoek, de legkivált Schulting Antal, kinek tanítványai közül van de Keessel és a filozófiai felfogású h. Const. Cras, ismét új iskolákat alapítottak. A hollandi jog első kézikönyvét H. Grotius írta meg s munkássága a nép- és államjogok kifejlődésének alapjául szolgált. Az egyházi jog magyarázásában van Espen európai hírnévre jutott. Az államjog legkiválóbb magyarázói az újabb korban az amszterdami kemper, az utrechti G. W. Vreede, a leideni J. T. Buys stb. voltak: mint közgazdasági írók de Bruin Kops és Vissering nevezetesek.
Legfényesebb eredményt a Németalföld a matematikai és természettudományok terén mutathat fel. Vesalius volt a modern tudományos anatomia megalapítója; Swammerdam és Leeuwenhoek a mikroszkópikus vizsgálódásokat tökéletesítették; Boerhaave az orvostudományok reformátora volt, s tanítványai közül van Swieten és a svájci Haller voltak a legjelesebbek. Ludolf van Ceulen hires matematikus volt (Ludolf-féle szám); Suell a sugártörés törvényeit és a délköri háromszögelést találta föl; Huygens Keresztély egyképen nagy volt mint matematikus, csillagász és fizikus, Mercator Gerhard a nevéről hivott térképprojekciót találta ki; Jansen (1590 táján) a teleszkópot, Cunäus a leideni palackot találta föl stb.
Modern irodalom. A költészetben legkivált az epikus és elbeszélő műfajt kedvelik, e nemben jeleset adtak: ten Kate, Hofdyk; Bohl János, ki lefordította Dantét is, vosmaer meg az Iliászt és az Odisszeiát, Geyter egy romantikus eposzában V. Károly idejéről énekel, van Loghem, a legtehetségesebb hollandiai költők egyike (álnevén Fiore della neve); Emants Marcell, jeles drámaíró is. A lirai költők közt kiváló Jan van Beers, kinek verseit az államdíjjal tüntették ki; Schimmel dalai nagyon népszerűüek; Schaepman magas lirai szárnyalással énekelte meg a konstantinápolyi Zsófia-templomot, míg az antwerpeni Pol de Mont kedves idilljeivel és dalaival ért el sikereket. Az ifjabb költői nemzedék előszeretettel fordul a szonett felé, s ezek közt a nevesebbek: van der Lans, Lovendaal, Couperus, helen Swarth stb, de mindnyájukat felülmuta a korán elhunyt van heynigen. Jonckbloet bibliai tárgyakat dolgoz fel, Verwey pedig az ó-görög mitologiából merít ihletet. A belga költők közt Simons, a Napoleon-ciklus lantosa, De Koninck, Rambout Matild (álnevén Hilda Ram), Coopman, Bernaert, Billiet stb. érdemelnek említést.
A regényirodalomban Wallis jeles történeti regényeket produkál; mellette kiválik Schimmel, a költő, továbbá van der Lans és Couperus, kinek egyik regényét (Eline Vere) az akadémia pályadíjjal tüntette ki. Heufftz (álnevén Huf van Buren) szintén történeti regényeket ir; Vosmaernek a bohéme-életből vett regényei a legjobbak közül valók, ugyanezt a műfajt kedvelik Wolter és Gram. A legolvasottabb regényírónő mindenesetre Sloot Marie (álnevén Melati van Java); Huygens Cornelia a modern főúri társadalomból veszi regényei tárgyát, van Westhreenens asszony és de Veers ellenben a mult századokból merítenek; ugyanígy tesz van Sorgens is. Nevesebb regényírók még: Terburch, C. van Nievelt és kuno (van Capelle asszony álneve), míg Fiore della neve kevés szerencsével próbálkozott a regényírásban. A tengerész-életet festi Werumeus Buning, feltünést keltett még Lövenling kisasszony és van Woude Johanna. A novellisták közt legkedveltebb Justus van Maurik, továbbá Beunke, Heering, Nagtglas, Ising, Banning, Seipgens stb. Geniális írói verve nyilatkozik Netscher műveiben, de a nyomában haladó naturalisták nagy része már pornografikus leirásokban tetszeleg.
A drámairodalomban kiválóan két irány érvényesül: a modern francia bohózatszerü vígjátékok és az Ibsen-utánzatok, e mellett a mult idők klasszikusai is kellő figyelemben részesülnek (Burgersdyk és Kok lefordította Shaksperet, Botsber-Wilson pedig Moliéret). Mendes da Costa nem váltotta be az első darabjához fűzött reményeket, annál nagyobb sikereket aratott a legnépszerübb iró, Justus van Maurik, aki mellett Rosier Faassen méltó helyet foglal el. Brooshooft és Meerbeke (álnevén van der Aa) csekélyebb jelentőségüek, ellenben Maaldrinks a legtehetségesebb drámairók egyike. A jellem- és helyzet-vígjátékot szerencsével műveli van Eeden s a szinész Jan C. de Vos, míg Seipgen a népszínműben tűnik ki. Legutóbb Emants Marcellus és Maeterlinck arat zajos sikereket.
Az irodalomtörténetírás terén jeles munkát végzetek Potgieter és van Huet; Honig átdolgozta Jonckbloet munkáját, Kalff pedig eredeti források nyomán dolgozta fel a középkori németalföldi irodalmat. Hartog, Stecher és Pierson becses irodalomtörténeti monográfiákat adtak, Kruseman megírta a németalföldi könyvkereskedelem történetét. Kaakebens a német irodalom hatását kutatja a németalföldi irodalomra, Jan ten Brink 20 kötetbe gyüjtve adta ki irodalomtörténeti tanulmányakt. Van Doorninck az álnevű írók lexikonját állította össze, Roever és Bredius pedig egy irodalom- és művészettörténeti folyóiratot adnak ki.
A történetírásban kiválik Fruin (fő műve Tien jaren uit den Tachtigjarigen Oorlog), mellette jelesek: Blok, Jorissen (Historische Bladen), a katolikus Nuijens és Nijhoff. A németalföldi gyarmatok történetét de Jogens irta meg, Dozy pedig a spanyolországi muzulmánok történetét dolgozta föl eredeti forrástanulmányai alapján. Kist és Royaards egyháztörténeti folyóiratot alapítottak, legújabban Moll és de Hoop Scheffe Amsterdamban, Acquoy és Wijbrand Leidenben foglalkoztak kiváló eredménnyel az egyháztörténelemmel.

## Írók
A legfontosabb és nemzetközileg elismert írók a következők:
16. század:
- Rotterdami Erasmus

17. század:
- Baruch Spinoza
- Pieter Corneliszoon Hooft
- Joost van den Vondel

19. század:
- Multatuli

20. század:
- Louis Couperus
- Martinus Nijhoff
- Simon Vestdijk
- Willem Frederik Hermans
- Gerard Reve
- Hella Haasse
- Harry Mulisch
- Jan Wolkers
- Cees Nooteboom